# Janna Litvina
Janna Litvina est une journaliste biélorusse née le 30 août 1954.
Litvina est journaliste puis directrice des programmes à la télévision et à la radio communiste. En 1995, elle est licenciée de la radio d'État et forme avec d'autres journalistes l'Association biélorusse des journalistes (BAJ) dont elle est présidente depuis 1995. Elle devient aussi la correspondante de Radio Free Europe, la radio américaine, à Minsk jusqu'en 1999.
Mme Litvina créée aussi une radio qui diffuse les programmes de la BBC et de Deutsche Welle. La radio est interdite en 1996.
Elle reçoit la Plume d'or de la liberté de l'Association mondiale des journaux (AMJ) à Dublin.
En 2004 elle déclare au parlement européen lors de son discours pour la remise du prix Sakharov à l'association biélorusse des journalistes : « Nous pouvons lutter contre ce régime autoritaire seulement en brisant le monopole d’État de l’information, en créant un système d’information ouverte dans lequel il y aura place pour la liberté d’expression et d’opinion, place aussi pour discussions et forums. Nous avons très peu de temps. Dans deux ans, il y aura des élections présidentielles dans le pays ; c’est notre chance de devenir une nouvelle partie intégrante de l’Europe unie. »
La fondation Friedrich-Ebert lui donne le prix des droits de l’Homme en 2008.

## Source
- Human Rights Award 2008